# Lothar Matthes

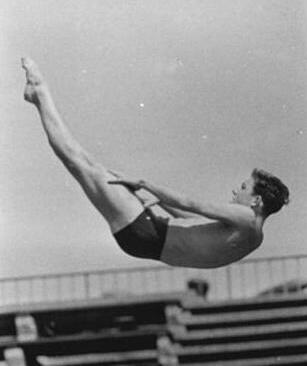
Lothar Matthes, DDR-Meister im Turmspringen 1966

Lothar Matthes (* 23. Juli 1947 in Kragen) ist ein ehemaliger erfolgreicher deutscher Wasserspringer, der für die DDR startete.

## Frühe Jahre und sportlicher Werdegang
Seine sportliche Karriere begann im Jahr 1962. Mit dem Besuch der Kinder- und Jugendsportschule (KJS) in Chemnitz stellten sich sportliche Erfolge auf Bezirks- und Landesebene ein. Im Jahr 1965 wechselte Lothar Matthes nach Dresden zum SC Einheit Dresden. Hier wurde in Zusammenarbeit mit seinem Trainer, seinem Bruder Hans Matthes, der Grundstein zahlreicher Erfolge im Wasserspringen gelegt. Schon früh fand eine Spezialisierung auf das Turmspringen vom 10-m-Turm statt.

## Sportliche Erfolge
- 1965
  - 3. Platz bei den DDR-Meisterschaften im Turmspringen (10 m)
- 1966
  - 1. Platz bei den DDR-Meisterschaften im Turmspringen (10 m)
- 1967
  - 2. Platz bei den DDR-Meisterschaften im Kunstspringen (3 m) und 3. Platz im Kunstspringen (1 m)
  - 2. Platz im Europapokal (Helsinki) im Turmspringen (10 m)
- 1968
  - 1. Platz bei den DDR-Meisterschaften im Kunstspringen (3 m) und im Turmspringen (10 m)
  - 6. Platz bei den Olympischen Sommerspielen in Mexiko-Stadt im Turmspringen (10 m) mit 141,75 Punkten
- 1969
  - 1. Platz bei den DDR-Meisterschaften im Turmspringen (10 m)
- 1970
  - 2. Platz bei den DDR-Meisterschaften im Kunstspringen (3 m) und 3. Platz im Turmspringen (10 m)
  - 1. Platz bei den Europameisterschaften in Barcelona im Turmspringen (10 m) mit 454,75 Punkten
- 1971
  - 1. Platz bei den DDR-Meisterschaften im Turmspringen (10 m)
- 1972
  - 1. Platz bei den DDR-Meisterschaften im Turmspringen (10 m)
  - 4. Platz bei den Olympischen Sommerspielen in München im Turmspringen (10 m) mit 456,75 Punkten

## Karriereende und Privatleben
Im Jahr 1973 beendete er seine sportliche Laufbahn. Er lebt heute im Ruhestand in Dresden, ist verheiratet und hat drei Kinder.